# Adam (profeet)
Adam (Arabisch: آدم) wordt binnen de islam gezien als de eerste profeet en de eerste mens.

## Schepping
In de Koran maakte God in soera Saad de engelen duidelijk dat Hij een khalifa, een rentmeester, wil scheppen en riep hen op voor hem te buigen. Hij maakte Adam van klei en blies hem Zijn geest in. God leerde hem alle namen van alle dingen. Iblis (Satan) weigerde voor Adam te buigen, omdat Iblis uit vuur geschapen is en Adam slechts uit klei. Hoewel Iblis uit het Paradijs verbannen werd (soera De Kantelen 13) kreeg hij toestemming om mensen in verzoeking te brengen.
Volgens overleveringen zou God de engelen Djibriel (Gabriël) en Mikha'il (Michaël) naar de aarde hebben gestuurd om de klei te verzamelen voor de schepping van Adam. De aarde weigert echter medewerking, waarop God deze taak geeft aan de onverschrokken Engel des Doods. Deze komt terug met rode, witte en zwarte klei, een verwijzing naar de mensenrassen. God schept Adam en vervolgens zou Adams vrouw uit Adam geschapen worden. Hoewel zij in soera De Vrouwen niet bij naam genoemd wordt, is de naam Hawwā overgeleverd.
In soera Ta Ha 20:120 fluistert Iblis Adam kwaad in en zegt: "O Adam, zal ik u voeren tot de Boom der Eeuwigheid, en een koninkrijk dat nimmer zal vergaan?" Hoewel God Adam en zijn vrouw gewaarschuwd heeft niet te eten van deze vruchten, eten zij beiden van de vruchten en ontdekken hun naaktheid. In tegenstelling tot de christelijke leer zijn beiden verantwoordelijk voor het eten van de vrucht. Ook de daaropvolgende christelijke erfzonde is niet bekend binnen de islam.

## Aarde
Na de verdrijving uit het paradijs bouwt Adam later samen met zijn zoon Sheeth (Seth) de Kaäba in Mekka. Samen met Hawwā verricht hij de eerste bedevaart. Zijn zoon Sheeth wordt in de islam ook als profeet beschouwd.
In soera De Tafel 5 wordt het verhaal verteld van Habiel en Kabiel (Kaïn en Abel), de kinderen van Adam en zijn vrouw en de broers van Sheeth, maar zij worden niet bij naam genoemd.
Volgens overleveringen zou Adam duizenden van zijn nakomelingen hebben mogen zien en hij was profeet voor zijn kinderen. De engel Djibriel zou hem twaalf keer een openbaring hebben gebracht, waarmee het vasten, bidden en reinigen verplichtingen voor hem en zijn nageslacht werden.
Toen hij 960 jaar oud was zou hij gestorven zijn. Hawwā zou 40 jaar later zijn overleden.
|                     | Islam                        | Christendom            | Jodendom               |
| ------------------- | ---------------------------- | ---------------------- | ---------------------- |
| Profeet             | Ja                           | Nee                    | Nee                    |
| Echtgenote          | Hawwā                        | Eva                    | Eerst Lilith dan Eva   |
| Benaming dieren     | God leerde Adam de namen     | Adam gaf zelf de namen | Adam gaf zelf de namen |
| Verboden boom       | 1                            | 2                      | 2                      |
| Verschijning Satan  | Onbekend                     | Slang                  | Onbekend               |
| Misleiding          | Satan misleidt Adam en Hawwā | Eva misleidt Adam      | Eva misleidt Adam      |
| Ze aten van een ... | Vrucht                       | Appel                  | Appel                  |
| Erfzonde            | Nee                          | Ja                     | Nee                    |
| Leeftijd            | 960                          | 930                    | 930                    |

## Verwijzingen naar Adam in de Koran
In soera De Koe 2:30-39 staat:
En toen uw Heer tot de engelen zei: "Ik wil een stedehouder op aarde plaatsen," zegden zij: "Wilt Gij er iemand plaatsen die er onheil zal stichten en bloed zal vergieten, terwijl wij U verheerlijken met de lof die U toekomt en Uw Heiligheid prijzen," antwoordde Hij: "Ik weet wat jij niet weet." En Hij leerde Adam al de namen. Dan plaatste Hij (de voorwerpen dezer) namen voor de engelen en zei: "Noemt Mij hun namen, indien jij in jouw recht staat." Zij zegden: "Heilig zijt Gij. Wij bezitten geen kennis buiten hetgeen Gij ons hebt geleerd; waarlijk, U bent de Alwetende, de Alwijze. Hij zei: "O, Adam, zeg hen de namen van deze dingen", en toen hij de namen had genoemd, zei Hij: "Zegde Ik je niet: Waarlijk Ik ken de geheimen der hemelen en der aarde en Ik weet, wat jij onthult en wat jij verbergt?" En toen Wij tot de engelen zegden: "Onderwerp je aan Adam", onderwierpen zich allen, behalve Iblis. Hij weigerde, hij was hoogmoedig. Hij behoorde tot de ongelovigen. En Wij zegden: "O Adam, verblijf jij met jouw gade in de tuin en eet overvloedig, waar je ook wilt, doch nader deze boom niet, anders zult je tot de zondaren behoren." Doch door middel van de boom verleidde Satan hen beiden en dreef hen uit de staat waarin zij zich bevonden. En Wij zegden: "Gaat heen - je bent elkander vijandig. Er zal op aarde een tijdelijke woonplaats en levensonderhoud voor je zijn." Toen leerde Adam enkele woorden van zijn Heer. Zo schonk Hij hem vergiffenis; voorwaar Hij is Berouwaanvaardend, Genadevol. Wij zegden: "Gaat allen weg van hier. En, indien er leiding van Mij tot je komt, zullen zij, die Mijn leiding volgen, vrees noch droefheid kennen. Doch zij, die niet geloven en Onze tekenen verloochenen, zullen de bewoners van het Vuur zijn; zij zullen daarin verblijven.
In soera Het Geslacht van Imraan 3:59 staat:
Voorzeker, het geval van Isa is bij God hetzelfde als dat van Adam. Hij (God) schiep hem uit stof en zeide: "Wees" en hij werd.
In soera De Vrouwen 4:1 staat:
O, gij mensen, vreest uw Heer, Die u van één enkele ziel schiep en daaruit haar gezellin schiep en uit hen beiden mannen en vrouwen verspreidde en vreest God in Wiens naam gij een beroep op elkander doet en (weest plichtsgetrouw) betreffende de familiebanden. Voorwaar, God is Bewaker over u.
In soera De Kantelen 7:11-25 staat:
Wij schiepen u, daarna vormden Wij u; toen zeiden Wij tot de engelen: "Onderwerpt u aan Adam" en zij onderwierpen zich, behalve Iblis; hij behoorde niet tot degenen die zich onderwierpen. (God) zeide: "Wat belette u, u te onderwerpen, toen Ik u (dat) gebood?" Hij antwoordde: "Ik ben beter dan hij. Gij hebt mij uit vuur en hem uit klei geschapen. (God) zeide: "Verwijder u van hier - het is niet aan u, hier hoogmoedig te zijn. Ga heen, gij behoort stellig tot degenen, die vernederd zullen worden." Hij zeide: "Geef mij uitstel tot aan de Dag waarop zij zullen worden opgewekt." (God) zeide: "U is uitstel verleend." Hij antwoordde: "Welnu, daar gij mij liet dwalen zal ik hen voorzeker in de weg gaan zitten op Uw rechte pad." "Dan zal ik mij gewis vóór hen en achter hen en van hun rechter en van hun linker zijde tonen en Gij zult de meesten hunner niet dankbaar vinden." (God) zeide: "Ga heen, veracht en verworpen. Wie hunner u ook zal volgen, Ik zal voorzeker de hel met u allen vullen." "O, Adam, vertoef met uw vrouw in de tuin en eet, wat gij wilt, maar nadert deze boom niet, anders zul je tot de onrechtvaardigen behoren." Maar Satan fluisterde hun (boze ingevingen) in opdat hij hun naaktheid zou openbaren die voor hen verborgen was, en zeide: "Uw Heer heeft u deze boom alleen verboden, opdat gij geen engelen of eeuwig- levenden zoudt worden." En hij zwoer tot hen: "Ik ben voor u zeker een oprechte raadgever." Zo deed hij hen door bedrog vallen. En toen zij van de boom proefden werd hun naaktheid hun duidelijk en zij begonnen zich te bedekken met bladeren uit de tuin. En hun Heer riep hen en zeide: "Verbood Ik u die boom niet en zeide Ik niet tot u: ’Voorwaar, Satan is een openlijke vijand voor u’?" Zij antwoordden: "Onze Heer, wij hebben onszelf onrecht aangedaan en als Gij ons niet vergeeft en ons niet genadig zijt, zullen wij zeker tot de benadeelden behoren. Hij zeide: "Gaat heen, sommigen uwer zullen de vijanden van anderen zijn. En er is voor u een verblijfplaats op aarde en een voorziening voor een bepaalde tijd." Hij zeide: "Gij zult daarop leven en sterven en gij zult daarvandaan worden opgewekt."